# АМ-34
АМ-34 (М-34) — советский поршневой авиационный двигатель с водяным охлаждением, разработанный под руководством А. А. Микулина.

## История создания
Разрабатывался с 1928 года в НАМИ, где А. А. Микулин являлся главным конструктором по авиамоторам. В 1930 году проект передан вновь созданному Институту авиационного моторостроения (позднее ЦИАМ), куда перешёл и Микулин. Проектирование закончено в марте 1931 года. Первый опытный двигатель, изготовленный заводом № 26 в Рыбинске, вышел на испытания 21 сентября 1931 года (с импортными карбюраторами и магнето). В июле 1932 года проходил лётные испытания на самолёте Р-5. В октябре — ноябре 1932 года — повторные государственные стендовые испытания двигателя первой серии с отечественными карбюраторами 92КД-3 (в серии обозначались К-34) в ходе которых выявлен ряд дефектов, устранённых на последующих сериях. В октябре 1933 года проходил государственные лётные испытания на самолёте ТБ-3.
9 августа 1936 года в ознаменование заслуг А. А. Микулина двигатель переименован в АМ-34 (На практике продолжали использовать оба обозначения).
В 1930 году Микулин приступил к осуществлению идеи, которая созрела у него ещё в 1928 году: созданию мотора, превосходящего по мощности М-17. На начальном этапе он встретил серьёзное противодействие со стороны руководства НАМИ. Несмотря на это, в мае 1930 года Микулин сумел добиться утверждения предложенной им компоновки мотора. Микулин хорошо понимал, что нового технологического оборудования заводу никто не даст. Поэтому для быстрого внедрения нового мотора в серию его основные габариты, диаметр цилиндра и ход поршня были сохранены теми же, что и у устаревшего М-17. Это решение предопределило выбор рыбинского завода № 26 в качестве места организации всех дальнейших работ. Разработка рабочих чертежей была закончена к июлю 1930 года. В октябре начались испытания опытного блока, а к августу 1931 года была проведена обкатка и предварительное испытание «полномасштабного» мотора. С 2 августа по 7 ноября двигатель, получивший обозначение М-34, успешно прошёл 100-часовые госиспытания и в начале 1932 года был передан в серийное производство на московский завод № 24. Параллельно происходило создание и становление Центрального института авиационного моторостроения (ЦИАМ), куда Микулин был назначен главным конструктором.
М-34 обладал выдающимися для своего времени техническими данными и превосходил лучшие зарубежные образцы. Его номинальная мощность составила 750 л. с., а взлётная — 850 л. с. при сухой массе 535 кг. В конструкции М-34 имелся целый ряд нововведений. Одним из них являлась силовая схема блока, так называемая схема «сжатой рубашки и свободной гильзы», которая обеспечила исключительно высокую жёсткость системы и позволила в дальнейшем значительно форсировать мотор. Силовая схема блока М-34 оказалась более рациональной и жизнеспособной, чем широко рекламировавшаяся в то время английской фирмой «Роллс-Ройс» силовая схема «со сжатой гильзой». Спустя 10-12 лет после создания мотора М-34 английская фирма «Роллс-Ройс» и американская фирма «Паккард» при форсировании своих моторов вынуждены были перейти на силовую схему поршневого двигателя по типу М-34. При разработке блока цилиндров удалось создать хотя и сложный, но достаточно технологичный и надёжный узел. В отличие от М-17, вместо одного выпускного клапана на цилиндр применили два уменьшенного размера (во избежание коробления). Форму камеры сгорания выбрали особой, препятствующей возникновению детонации. Это позволило питать мотор бакинским бензином второго сорта. У других моторов при работе на том же бензине при степени сжатия 6,0 — 6,2 начиналась детонация. Связав себя размерностью мотора М-17, конструкторы согласились и со всеми минусами этого решения: трудностями организации рабочего процесса и конструктивного оформления некоторых узлов.
Относительно большие диаметр цилиндра и ход поршня М-34 многим специалистам «мозолили глаз». В начале тридцатых годов теоретики и практики моторостроения считали, что оптимальный диаметр цилиндра составляет 140—150 мм. Отметим, что уже в период Второй мировой войны многие зарубежные фирмы были вынуждены при форсировании своих моторов перестраивать производство на большие диаметры цилиндров. Так, для увеличения мощности моторов фирма «Роллс Ройс» перешла от диаметра цилиндра 137,16 мм (мотор «Мерлин» ХХ) к диаметру 152,4 мм (мотор «Гриффон»), а фирма «Даймлер-Бенц» увеличила диаметр цилиндра с 150 до 162 мм. Естественно, что переход на другой диаметр цилиндра у названных фирм вызвал необходимость перестройки всего производства и определённую задержку в выпуске новых моторов. Прозорливость Микулина дала свои плоды: двигатель М-34 форсировался без изменения его основных размеров.
Одновременно с подготовкой мотора М-34 к внедрению в серию началась разработка редуктора, нагнетателя, винта изменяемого шага с целью улучшения его технических характеристик. В 1931 году было закончено проектирование редукторного варианта М-34Р, параллельно осуществлялось проектирование мотора М-34Н с двухскоростным нагнетателем, обеспечившим высотность 5000 м. Мотор М-34РН, оснащённый редуктором и нагнетателем, прошёл госиспытания в 1934 году.
Директор советского павильона на 2-й Международной авиационной выставке, состоявшейся в 1934 году в Копенгагене, в своём отчёте отмечал, что наибольший интерес посетители выставки проявляли именно к мотору М-34РН, который по отделке и техническим данным не уступал заграничным. Посетившие выставку специалисты с большим вниманием осмотрели мотор, а также отдельные детали и агрегаты, смонтированные на специальном щите. Наличие этого экспоната на выставке вызвало широкий отклик в датской и английской прессе, где М-34РН отмечался как грандиозное достижение советской авиапромышленности. Аналогичным успехом сопровождался показ М-34РН на международной авиационной выставке в Милане в 1935 году. В своём отчёте начальник ГУАП (Главное управление авиационной промышленности Наркомтяжпрома) Королев указывал, что мотор произвёл благоприятное впечатление на иностранных специалистов, но многие не верили, что он мог развить заявленную мощность.

Двигатель М-34 получил высокую оценку и от руководства страны. Так, заместитель наркома тяжёлой промышленности П. И. Баранов в письме, которое он направил в начале апреля 1933 года секретарю Совета Труда и Обороны, писал: 

«Мотор М-34 к настоящему времени является надёжным мотором и по своим данным стоит в ряду заграничных невысотных моторов. Надёжность мотора доказана на большом количестве 100-часовых испытаний. На проводимых в настоящее время НИИ ВВС РККА эксплуатационных испытаниях мотор проработал в условиях работы на самолёте 270 часов без разборки (с частичной переборкой после 230 часов работы с заменой 2-х клапанов, направляющей клапана и двух поршневых колец) и становится на дальнейшее испытание до 300 часов. Как эти испытания, так и проведенные испытания мотора № 2040 на полном газе в течение 80 часов дают основание считать, что в ближайшее время можно будет повысить мощность мотора и гарантировать срок службы между переборками до 200 часов. Моторы имеют ещё отдельные недостатки (кустарный способ заливки баббитом головок шатунов, дефекты масляных помп), над устранением которых завод работает. При обеспечении редуктором, нагнетателем, винтом переменного шага изготовляемый в ЦИАМе мотор становится в разряд первоклассных моторов. Предварительные работы по форсированию мотора показали, что мотор может развивать максимальную мощность 1000 л. с. Мотор испытан на самолете Р-5 и испытывается на ТБ-3 в полете с удовлетворительными результатами»

В докладе на совещании конструкторов самолётов и моторов, которое состоялось в конце 1934 года, начальник ЦИАМ К. И. Беляевский сообщил, что к этому времени было разработано уже шесть модификаций мотора М-34: 

«Отечественная тяжёлая авиация обеспечена моторами семейства М-34… [Сегодня] мотор М-34 имеет мощность 750 л. с. на высоте около 4500 м. Следующая модификация имеет, при тех же весовых данных, 850 л. с., а модификация, которая выйдет в 1935 г., — 950 л. с. Опыты показывают возможность поднять эту мощность до 1000 л. с.»

Появление моторов семейства М-34 позволило советским авиаконструкторам развернуть работы по созданию перспективных бомбардировщиков, торпедоносцев, разведчиков, штурмовиков, одномоторных и двухмоторных истребителей, стратосферных самолётов. Двигатель М-34 в различных модификациях устанавливался на ряде серийных самолётов, таких как ТБ-3, Р-Z, МДР-2. Этими же моторами оснащался самый большой в мире самолёт «Максим Горький».
М-34 использовался на самолётах РД. В 1934 году на самолёте РД-1 экипажем в составе лётчиков М. М. Громова и А. И. Филина, штурмана И. Т. Спирина был совершён перелёт на дальность 12 411 км по замкнутому маршруту. Самолёт находился в воздухе 75 часов, что было сопоставимо с ресурсом мотора. В 1936 году экипаж в составе В. П. Чкалова, Г. Ф. Байдукова и А. В. Белякова на самолёте РД (АНТ-25) с мотором М-34 совершил беспосадочный перелёт по маршруту: Щелково — Камчатка — остров Удд протяжённостью 9374 км, а в 1937 году они же совершили перелёт по маршруту Щелково — Северный полюс — Портленд (США) протяжённостью 8509 км. В том же году экипаж в составе М. М. Громова, А. Б. Юмашева и С. А. Данилина совершил перелёт по маршруту Щелково — Северный полюс — Сан-Джасинто (США) протяжённостью 10 148 км. При этом был установлен новый мировой рекорд дальности полёта по прямой без посадки. Полёты в Америку осуществлялись по совершенно не освоенным маршрутам, в очень сложных метеоусловиях. Так, экипаж Громова во время перелёта столкнулся с тремя циклонами.
«Американские» перелёты стали настоящим триумфом советской авиации, её лётчиков и штурманов, авиационной промышленности и, в частности, отечественного моторостроения. Одновременно это был триумф Павла Осиповича Сухого — конструктора самолёта и огромный успех Микулина — конструктора мотора. В январе 1935 года приказом наркома тяжёлой промышленности Серго Орджоникидзе за успехи в создании М-34 Александр Микулин был награждён легковой автомашиной.
Работая в ЦИАМе, Микулин активно занимался совершенствованием этого мотора. Так, специально для самолётов-разведчиков был проработан проект мотора с перевёрнутым расположением цилиндров, но в дальнейшем работа была свёрнута по той причине, что такой вариант не обеспечивал существенного улучшения обзора вперёд-вниз, а о выигрыше в аэродинамике для будущих скоростных самолётов тогда никто не подумал. Велись работы по созданию варианта М-34 с паровым охлаждением.
Прошёл лётные испытания мотор М-34 с непосредственным впрыском топлива в цилиндры. Уже в то время проводились опыты по переводу М-34 на водородно-бензиновое топливо. На основе М-34 прорабатывался вариант дизельного мотора. Другой проект предусматривал использование М-34 в составе паросиловой установки, разрабатываемой в ХАИ известным впоследствии конструктором космической техники Лозино-Лозинским. Работа велась в тесном контакте с Микулиным. Интересное применение нашёл М-34 в работах по созданию высотного самолёта, которые осуществлялись специалистами ВВИА им. Н. Е. Жуковского. Кроме того, в академии на балансирном станке успешно испытывался мотор М-34, топливо которого предварительно подпитывалось кислородом. В ЦИАМе именно для моторов М-34 впервые отрабатывались винты изменяемого шага.
Добившись успеха в создании мотора для тяжёлой авиации, Микулин решил разработать новый, более совершенный мотор и для самолётов-истребителей. Отметим, что параллельно с М-34 ещё в 1931 году Микулин начал разработку рядного шестицилиндрового мотора М-52, представляющего собой, по существу, «половинку» М-34. Номинальная мощность М-52 составляла 350 л. с., а взлётная — достигала 400 л. с. Двигатель М-52 предполагали запустить в серию, но по каким-то, до сих пор неясным, причинам этого не произошло. Новый вариант «истребительного» мотора должен был, по-видимому, являться развитием М-52.
На упоминавшемся выше совещании конструкторов самолётов и моторов Микулин изложил свой подход к созданию мотора для истребителей. Он предложил разработать 12-цилиндровый мотор мощностью 500 л. с., имеющий относительно небольшие габариты (900х450 мм) и массу (360 кг, весовая отдача 0,7 кг/л. с.). Цилиндры располагались в одной плоскости. Благодаря такому размещению цилиндров (как на моторе М-52) и смещению вала редуктора на 200 мм мотор отлично вписывался в обводы фюзеляжа истребителя, а при его установке в крыле цилиндры можно было располагать горизонтально, полностью скрыв мотор в толще несущей плоскости. Охлаждение предусматривалось смешанное: обычное воздушное и гликолевое с минимальной площадью радиатора, что, по мнению Микулина, упрощало решение проблемы высотности мотора. Предусматривалось применение винта изменяемого шага. В выступлении Микулин заявил: «…самолётчики должны сказать — достаточно ли 500 л. с.» И они сказали, но совсем не то, что ожидал услышать Микулин. В частности, с концепцией микулинского «истребительного» мотора не согласился весьма уважаемый авиаконструктор Н. Н. Поликарпов. Его аргументы сводились к следующему: «Вооружение самолетов непрерывно прогрессирует, устанавливается большее количество пулемётов, патронов и пушек. Поэтому общий вес истребителей не может быть сильно уменьшен, даже при постановке легковесного мотора. Поэтому применение легковесного мотора не может так резко сказаться на скорости, как думается. Мне кажется, было бы неосторожным пойти на уменьшение веса за счёт снижения мощности, как предлагает т. Микулин. Я бы хотел остановиться на той мощности, которую мы имеем на „Испано“, — 750 л. с. Это предельная минимальная мощность до высоты 4000 м для истребителей. В 1937 г. она примерно определится величиной около 1000 сил и будет получена». С мнением ведущего специалиста пришлось согласиться. Заметим, что популярная в конце тридцатых годов концепция «лёгкого» истребителя, подхваченная в Италии и Франции, не выдержала испытания боем. Так что на этот раз Микулину, возможно, повезло — авторитетные специалисты удержали его от создания неперспективного двигателя.
Другое дело — ситуация с вполне удачным М-34. Директор завода № 24 не проявлял заботы о дальнейшем развитии мотора. Появилась опасность отставания в развитии мощных авиадвигателей. С тем, чтобы повысить авторитет и влияние Микулина на судьбу его детища, в начале августа 1936 г. Серго Орджоникидзе приказом по Наркомтяжпрому присвоил всем моторам типа М-34 имя конструктора Александра Микулина. В дальнейшем предписывалось именовать мотор АМ-34. 9 августа 1936 г. состоялось заседание Комитета Обороны, поддержавшее это решение: «…утвердить приказ т. Орджоникидзе о присвоении мотору М-34 завода № 24 имени А. Микулина (АМ-34)… Утвердить т. Микулина главным конструктором завода № 24… Тов. Микулину немедленно вступить в должность главного конструктора…». Чуть позднее, в соответствии с приказом Главного управления авиационной промышленности № 198 от 11 августа 1936 г., в связи с новыми заданиями заводу № 24 и во исполнение решения правительства Микулин вступил в должность главного конструктора завода, где под его руководством велась разработка форсированного варианта мотора АМ-34ФРН. Его мощность должна была составить 950 л. с. на расчётной высоте 5000 м. Став главным конструктором, Микулин получил в своё распоряжение более совершенную производственную базу (на слабость производственных мощностей ЦИАМа он жаловался на совещании по плану работ ЦИАМ на 1935 г.).
Параллельно с АМ-34ФРН на заводе № 24 проектировался вариант АМ-34ФРНУ с удлинённым валом. Работа над АМ-34ФРН шла очень тяжело, создание его затягивалось. Микулин, по-видимому, недооценил трудностей и едва не «свернул шею». 31 января 1938 г. состоялось постановление Комитета Обороны о снятии Микулина с должности начальника ОКБ завода № 24 и о назначении на эту должность К. В. Новикова. Микулин с понижением назначался ответственным конструктором конструкторской группы по мотору АМ-34ФРН. От более тяжёлых репрессий конструктора огородил успех самолёта АНТ-25 с мотором АМ-34РН, выставленного на Парижской выставке.
Как ни сложно шла доводка АМ—34ФРН, в 1938 г. он всё же поступил на вооружение ВВС, став на какое-то время самым мощным в мире серийным мотором. Этим двигателем оснащались опытные и первые серийные тяжёлые бомбардировщики ТБ-7. Мотор обладал номинальной мощностью 1050 л. с. на расчётной высоте 3050 м (на 30 % больше, чем у мотора АМ-34РН) и взлётной мощностью 1200 л. с. (на 46 % больше, чем у АМ-34РН). Удельная масса мотора существенно уменьшилась: вместо 1,07 кг / л. с. у АМ-34РН она стала равной 0,7 кг /л. с. Эти двигатели были выпущены относительно небольшой серией, поскольку самолёты ТБ-7 строились с низким темпом. Число модернизированных бомбардировщиков ТБ-3, где АМ-34ФРН также нашёл применение, было невелико.
В то же время конструкцию мотора пришлось существенно изменить. В связи с увеличением мощности и частоты вращения многие детали были усилены, переделана система смазки, пересмотрена конструкция шатунов. Мотор оснащался односкоростным нагнетателем ФН-35. На входе в него применили направляющий аппарат с поворотными лопатками Поликовского, что значительно улучшило высотные характеристики и увеличило на 90-100 л. с. эффективную мощность у земли и на высотах ниже расчётной. Мотор АМ-34ФРН выпускался в двух модификациях, различающихся числом и типом карбюраторов: АМ-34ФРНА имел четыре, а АМ-34ФРНВ — шесть карбюраторов. Интересной новой идеей, применённой в интересах повышения высотности АМ-34, стал так называемый «агрегат центрального наддува» АЦН-2, предложенный С. А. Трескиным. Питание карбюраторов микулинских моторов сжатым воздухом производилось компрессором, работавшим с мотором М-100 или М-103. Работы по комплексированию моторов АМ-34ФРНВ с агрегатами АЦН Микулин проводил в тесном сотрудничестве с Трескиным. Лётные испытания, проведённые в апреле 1938 г., выявили хорошие лётные данные мотора АМ-34ФРН с АЦН-2. Агрегаты были достаточно хорошо доведены, но свёртывание работ по ТБ-7 привело и к завершению опытов с АЦН-2. Мотор АМ-34ФРН, несколько доработанный по предложению С. В. Ильюшина с целью уменьшения его миделя, устанавливался на опытном истребителе И-21 Ильюшина. Для охлаждения мотора на этом самолёте использовалась паровая испарительная система.

## Особенности конструкции
Двигатель М-34 создавался для замены М-17 (BMW-VI) и был взаимозаменяем с ним по посадочным местам, но существенно отличался конструкцией — являлся блочным и с центральным сочленением шатунов (на АМ-34ФРН вернулись к боковому сочленению шатунов). На М-34 впервые применён блок со свободной гильзой, стянутый шпильками.

## Производство
Серийный выпуск М-34 на московском заводе № 24 начался в 1932 году. До конца года ВВС получили 64 двигателя 2-й серии, признанных годными для опытной эксплуатации; в 1933 году — уже 790 двигателей. Производство авиационных модификаций М-34 продолжалось до 1940 года включительно, катерных (ГАМ-34) — до конца 1942 года. Всего выпущено 10 538 двигателей семейства АМ-34.

## Модификации

### Авиационные
- М-34 — первоначальный серийный вариант, без редуктора и нагнетателя. Первые серии имели карбюраторы «Зенит 90Р» зарубежного производства, последующие — отечественные К-34. Сухой вес 608 кг, мощность 750/800 л. с. Выпускался до конца 1939 г.
- М-34Ф — форсирован по оборотам до 750/830 л. с. (без конструктивных изменений, только за счёт регулировки). Выпущен малой серией в июне 1933 года.
- М-34Р — редукторный вариант. Опытный образец выпущен в ноябре 1932, госиспытания в марте-мае 1933; массово выпускался с конца 1933 до конца 1939 года. Сухой вес 677 кг, мощность 750/800 л. с. На повторных испытаниях в мае 1934 г. двигатель М-34Р наработал на стенде 500 часов.
- М-34РД (М-34РСп) — специальная серия М-34Р для рекордных самолётов РД (АНТ-25). В 1934 году изготовлено 20 комплектов деталей, собрано 15 двигателей, из них сдано 10. Отличались от стандартных более жёсткими допусками на детали, а также конструктивными изменениями: новые всасывающие патрубки, масляные и водяные насосы, распредвалы, изменена конструкция хвостовика коленвала, установлен второй бензонасос. Форсированы по оборотам до 830 л. с. Позднее выпущено ещё 50 таких двигателей для «представительских» ТБ-3.
- М-34Н — безредукторный с нагнетателем. Государственные испытания двух опытных образцов — в ноябре 1933 года, серийное производство с сентября 1934. На опытных устанавливался первый в СССР двухскоростной приводной центробежный нагнетатель (ПЦН) конструкции А. А. Микулина, однако в серию двигатель пошёл с более простым и надёжным односкоростным ПЦН А. Н. Данилевского. Нагнетатель выполнен отдельным съёмным узлом, мог устанавливаться на другие модификации. Усовершенствованный карбюратор К-34Б. Мощность 750/820 л. с.
- М-34РН — редукторный с ПЦН. Сухой вес 737,5 кг, мощность 750/820 л. с. Нагнетатель тот же, что на М-34Н. Заводские испытания начались 1 мая 1934 г., госиспытания в сентябре 1934 г. закончились неудачно — прогорели поршни. Выпущен малой серией.
- М-34НА, М-34РА — усовершенствованные варианты модификаций Н и Р, с увеличенным ресурсом.
- М-34РНА — редукторный с ПЦН и всеми усовершенствованиями предыдущих двух типов. Вес 748 кг, мощность 750/820 л. с. Испытан на ТБ-3 в мае 1935 года, с конца года выпускался серийно.
- М-34НБ — дальнейшее развитие типа НА, с более жёстким картером, облегчённым коленвалом с изменённым носком, доработанным ПЦН. Вес 638 кг, 750/820 л. с.
- М-34РНБ — редукторный вариант НБ. Редуктор облегчён по сравнению с РНА, вес двигателя снижен до 725 кг. В серии с октября 1935 до конца 1939 года.
- М-34РБ — переделывались из РНБ в 1938—1939 гг. путём снятия ПЦН.
- М-34ФРН (М-34РФН, М-34РНФ) — значительно переработанная модификация двигателя. Усилены коленвал, редуктор, картер, изменена система смазки, усовершенствован ПЦН, изменён механизм газораспределения. Введено боковое сочленение шатунов; ход поршня в цилиндрах с прицепным шатуном увеличился до 196,7 мм, полный рабочий объём двигателя — до 46,662 л. 4 карбюратора установлены после ПЦН (на предыдущих модификациях — один карбюратор до ПЦН). Сухой вес 735 кг, мощность по проекту 1050/1200 л. с., фактически 900/1200 л. с. Проходил госиспытания в январе 1938 года, но неудачно; доводился до 1938 года. В 1938 году выпущена малая серия.
- М-34ФРНА — крупносерийный вариант М-34ФРН, с 4 карбюраторами.
- М-34ФРНБ (М-34РФНБ) — крупносерийный вариант с 6 карбюраторами.
- АМ-34ФРНВ — дальнейшее развитие ФРНБ; существовал в различных вариантах (3 типа редуктора, 2 типа ПЦН). Имел изменённый картер, бронзовые вкладыши коренных опор вместо баббитовых, удлинённый носок редуктора, усиленный коленвал и другие усовершенствования; 4 карбюратора К-4. Мощность 1050/1200 л. с. Впервые проходил госиспытания в декабре 1937 года, но в ходе испытаний разрушился; после доработок в апреле 1938 г. был выставлен повторно и успешно отработал 100 часов. Выпускался серийно в 1939—1940 гг. Последний крупносерийный вариант М-34.

Дальнейшая модификация семейства АМ-34 — двигатель АМ-35.

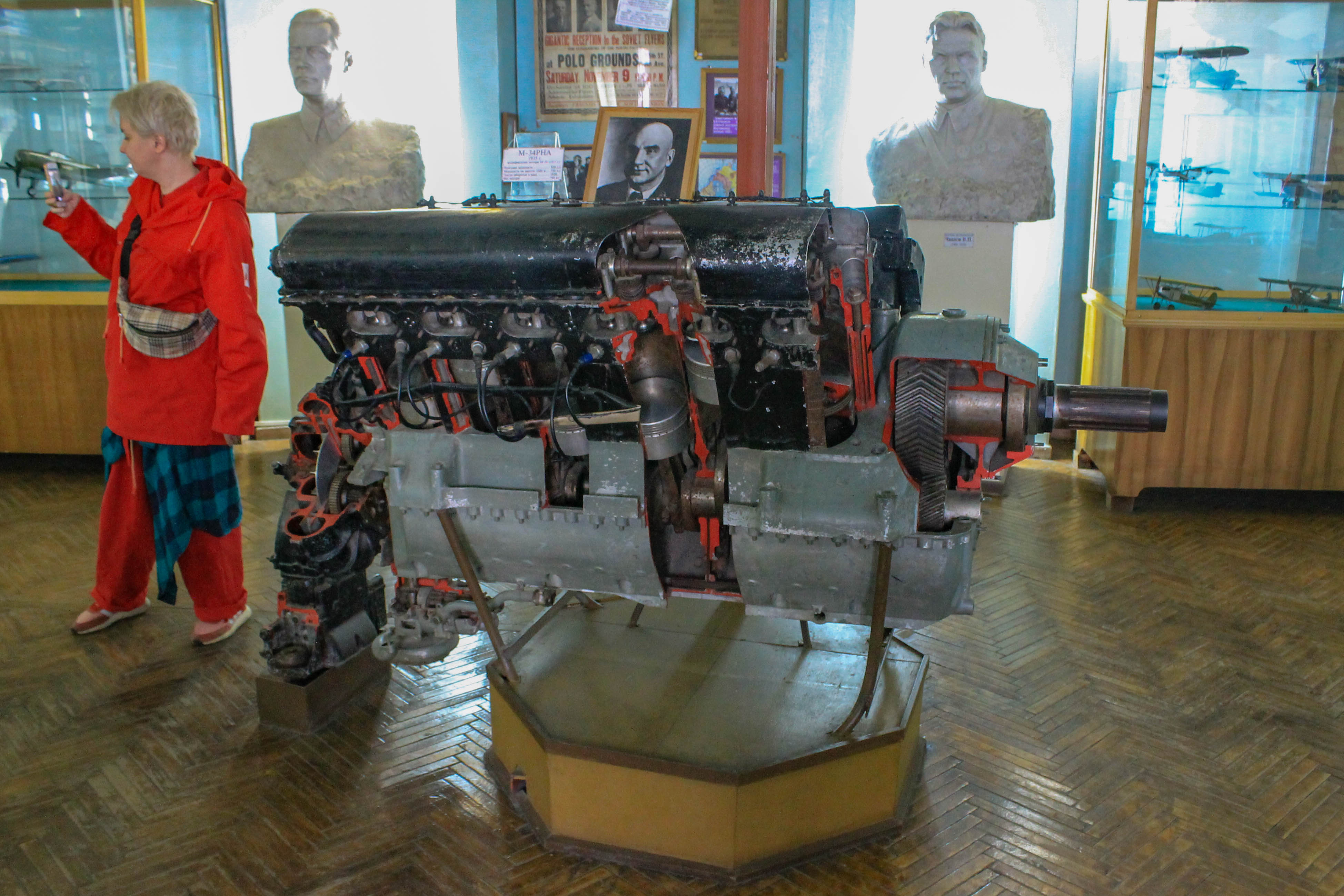
М-34РНА. 1850 об/мин. 820 л.с.
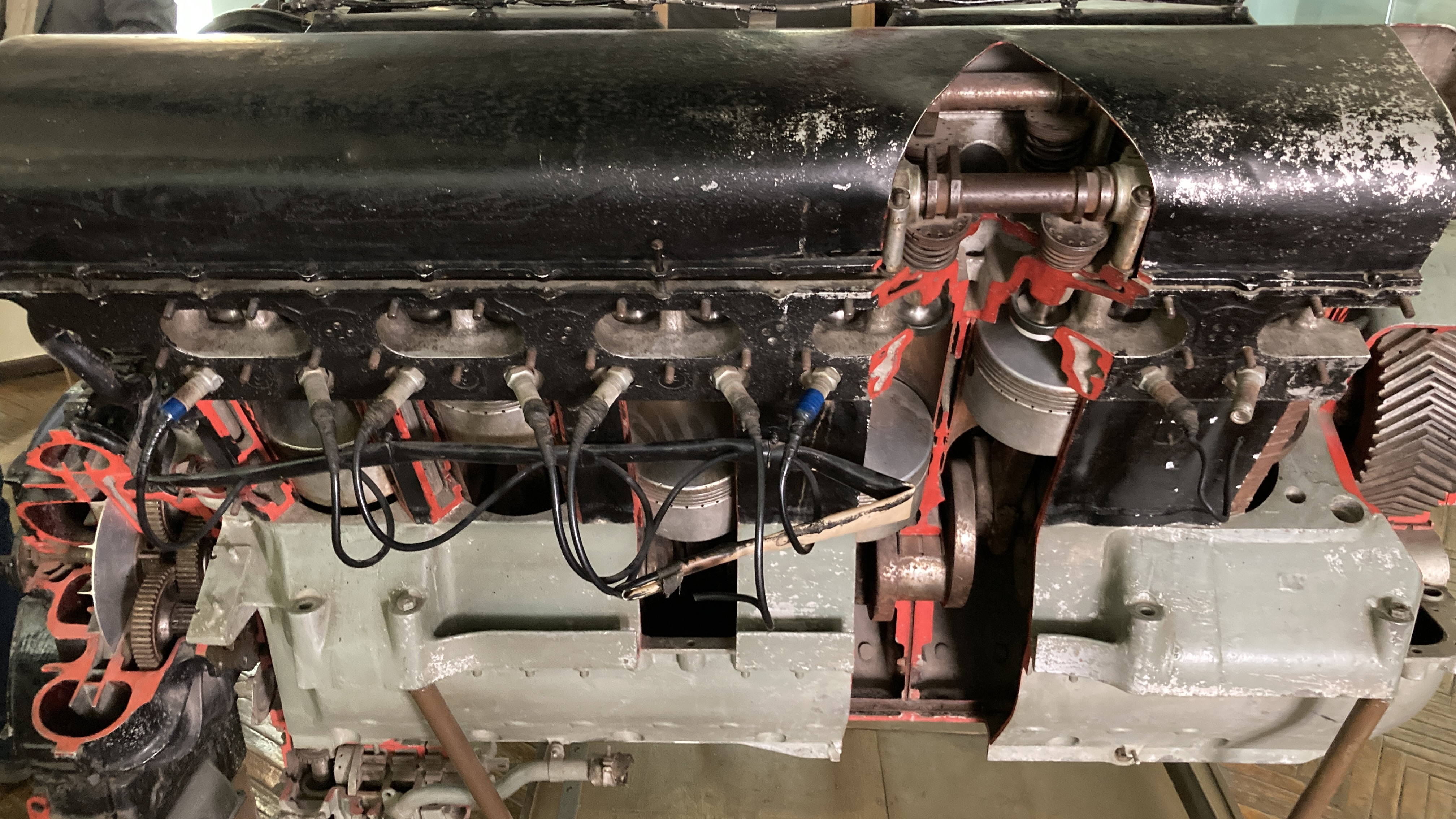
М-34РНА (разрез)
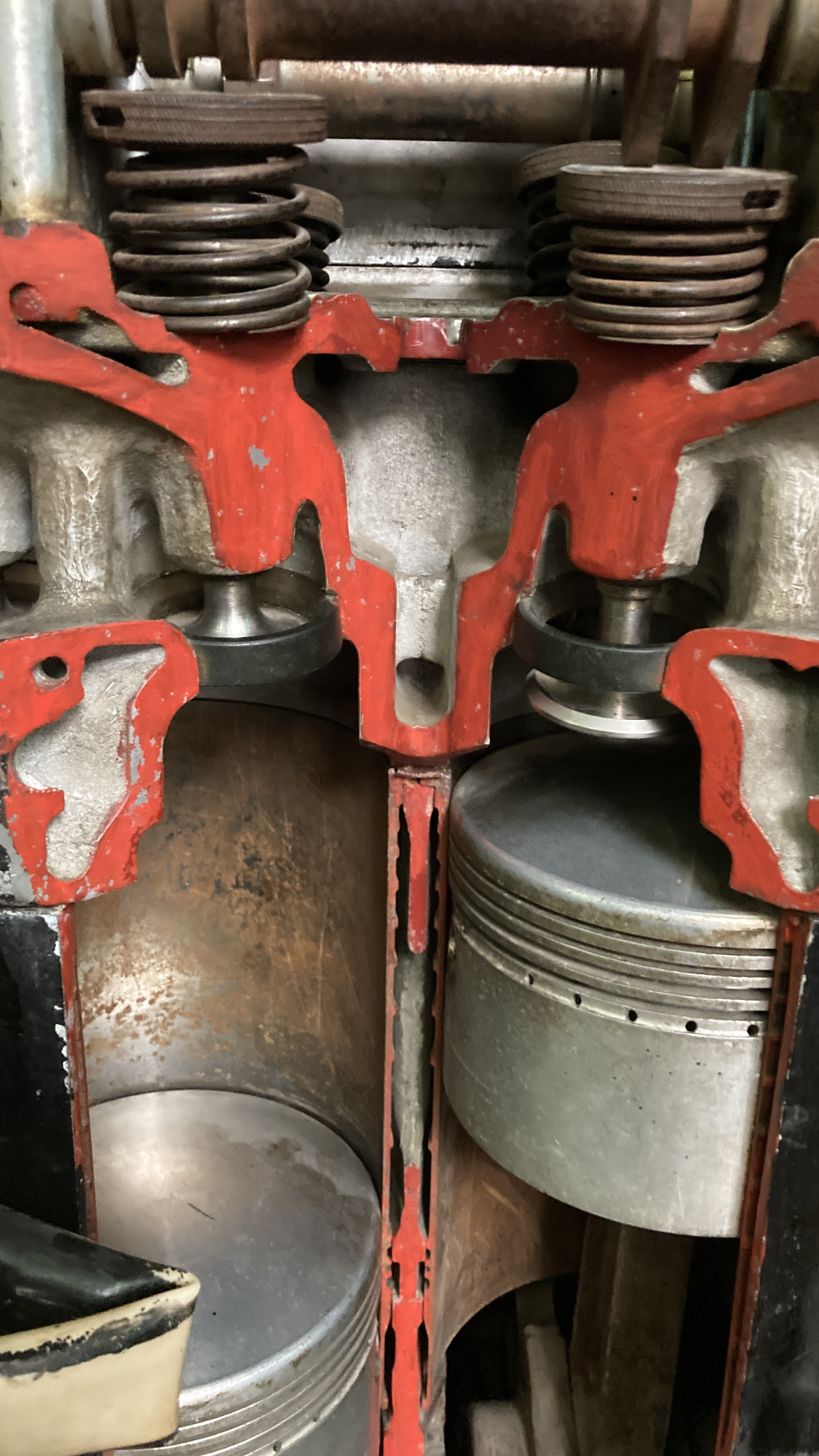
М-34РНА (разрез)
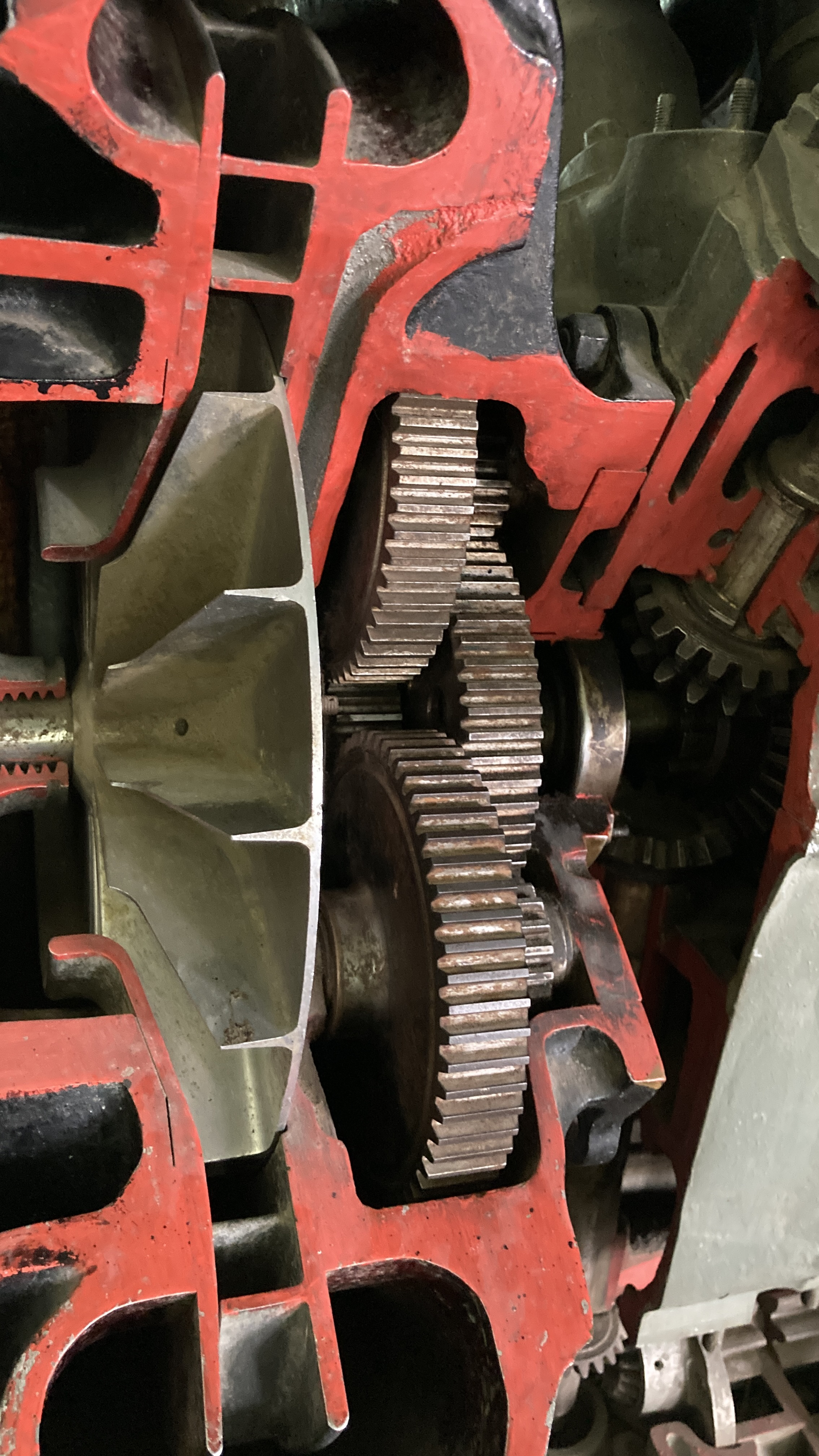
М-34РНА (разрез)

### Катерные
- ГМ-34 (с 9 августа 1936 г. ГАМ-34) — двигатель для торпедных катеров. Оснащён реверс-редуктором, муфтой свободного хода, изменены система охлаждения (используется забортная вода) и выхлопная система. Два опытных образца испытывались на торпедном катере с ноября 1932 г. В августе 1934 года завершились госиспытания, с того же года двигатель выпускался серийно. Вес 864 (с реверс-муфтой и коллекторами 1000) кг, мощность 750/800 л. с.
- ГАМ-34Ф — усовершенствованный вариант с использованием агрегатов АМ-34ФРНВ. Работал на бензино-спиртовой смеси. Степень сжатия 7,3, мощность 800/1000 л. с. Вес 1080 кг.
- ГАМ-34ФН — вариант предыдущего с ПЦН ФН-25 и одним карбюратором К-4; степень сжатия 6,0, мощность 1200 л. с., вес 1110 кг. В серии с августа 1939 года.
- ГМ-34БП — вариант для речных бронекатеров, мощность 800 л. с.
- ГМ-34БС (ГАМ-34БС) — усовершенствованный вариант предыдущего, работавший на бензино-спиртовой смеси. Мощность 850 л. с., вес 1045 кг.

### Опытные варианты
- АЦН-1 — агрегат центрального наддува на основе М-34. Спроектирован С. А. Трескиным в 1935 году, испытывался на ТБ-3.
- М-34СО — вариант со смешанным охлаждением (гильзы — воздухом, головки — этиленгликолем). Испытывался в марте 1936 г. Мощность 1050 л. с.
- М-34ФРН с испарительным охлаждением — разработан специально для опытного истребителя И-21 С. В. Ильюшина. Имел повышающий редуктор и нестандартный нижний картер, в котором сделан герметичный сквозной канал для трубы лонжерона центроплана. В 1936 году выпущена небольшая серия.
- М-34НВ — с непосредственным впрыском топлива (система впрыска разработана С. А. Косбергом и Н. П. Сердюковым в ЦИАМ в 1934 г.). Испытывался на стенде в 1935 году, на самолётах Р-Z и ТБ-3 — в 1937 году. Мощность 985 л. с.
- М-34РНВ — вариант предыдущего с понижающим редуктором.
- М-34РНВ-ТК — тот же РНВ, но с турбокомпрессорами ТК-1. Мощность 700/850 л. с., вес 810 кг (по проекту). Создан в конце 1938 года.
- М-34ФРНВ с непосредственным впрыском топлива — испытывался в мае—июне 1938 г. Вес 810 кг, мощность 1050/1200 л. с.
- М-34Н2Б — вариант М-34НБ с двумя турбокомпрессорами ТК-1, ПЦН от серийного М-34РН, новыми коваными поршнями и четырьмя карбюраторами К-4. Сухой вес без генератора 689 кг, мощность фактическая 789/1033 л. с. (по документации 760/950 л. с.). Испытывался на самолёте РШ (модификация Р-Z) в июле—сентябре 1938 года; испытаний не закончил из-за неоднократного обрыва лопаток турбины.
- М-34НФ — вариант с блоками от ФРНВ, дополнительными масло- и бензонасосом, ПЦН и двумя ТК-1. Карбюраторы К-4 устанавливались после ПЦН. Мощность 787/985 л. с. Испытывался на Р-Z и ТБ-3 в 1938—1939 гг.
- М-34ФРНВ-ТК — с двумя ТК-1, мощность 950/1200 л. с. Испытывался в сентябре 1939 г.
- М-34Н с паротурбинным нагнетателем ПТК — проходил стендовые и лётные испытания в 1940 г.
- ГАМ-34БТ — танковый двигатель на базе катерного; отличался системой охлаждения, вентилятором принудительного обдува, новым редуктором, электростартером вместо пневмопуска. Мощность 850 л. с.
- М-52 — однорядный 6-цилиндровый двигатель, использующий блок цилиндров М-34. Мощность 350/450 л. с. Разрабатывался в ИАМ с 1931 г., испытывался в ноябре 1932 г.

### Нереализованные проекты
- М-34ФРНУ — форсированный до 900 л. с. М-34РН с удлинённым валом;
- М-34П — вариант М-34РН под установку мотор-пушки;
- Спарка М-34 с работой на один винт (проектировалась для самолёта К-7);
- Спарка М-34, из которых один работал на винт, а другой вращал мощный нагнетатель (проект разработан в марте 1934 г. в Военно-воздушной академии, предназначался для стратосферного самолёта);
- М-33 — проект 6-цилиндрового однорядного двигателя, унифицированного с М-34 (более ранний, чем М-52);
- М-55 — «перевёрнутый» (Λ-образный) вариант М-34. Проектировался в 1932 году; работы прекращены из-за отсутствия явных преимуществ.

## Применение
- Двигатели семейства М-34 использовались на серийных самолётах ТБ-3, КР-6, Р-Z, МБР-2, ДБ-А, АНТ-25 / 36 (РД, ДБ-1), АНТ-27 (МДР-4, МТБ-1), первых экземплярах ТБ-7, а также опытных: ЛР и ТШ-3 С. А. Кочеригина, ТБ-4 (АНТ-16), АНТ-20 «Максим Горький», МИ-3 (АНТ-21), МК-1 (АНТ-22), Т-1 (АНТ-41) А. Н. Туполева, К-7 и К-13 К. А. Калинина, И-21 (ЦКБ-32) С. В. Ильюшина, «Сталь-МАИ».
- Катерные двигатели ГМ-34 (ГАМ-34) разных модификаций применялись на торпедных катерах Г-5, Д-3, речных бронекатерах проектов 1124 и 1125, опытных торпедных катерах Г-6, Г-8 и СМ-4.
- Танковый двигатель ГАМ-34БТ устанавливался на опытных танках СМК, Т-100 и САУ СУ-100-Y.